# Dalkurd FF
Dalkurd FF este un club de fotbal din Borlänge, Suedia, care evoluează în Superettan. Clubul a fost înființat la 26 septembrie 2004 de imigranți kurzi.
Clubul oficial al suporterilor este Roj Fans, fondat de o pereche de suporteri din Västerås, în anul 2010.
Mijlocașul român Alin Vigariu, născut în 1980, a jucat pentru Dalkurd FF 2014-2015.